# سی.ام. پنینگتون-ریچاردز
سی. ام. پنینگتون-ریچاردز (انگلیسی: C. M. Pennington-Richards؛ ۱۷ دسامبر ۱۹۱۱ – ۲ ژانویهٔ ۲۰۰۵) کارگردان و فیلم‌بردار اهل بریتانیا بود. از آثار وی می‌توان به فیلم اوراکل (۱۹۵۳) اشاره کرد.